# Sektoralorganisation
Die Sektoralorganisation ist eine Form der betrieblichen Aufbauorganisation, deren zentrale Organisationsstruktur durch eine Zweiteilung auf der zweiten Hierarchieebene in einen technischen und einen kaufmännischen Sektor geprägt ist. Das entspricht einer sektoralen Zentralisierung. Bei dieser Organisationsform erfolgt die Leitung des Unternehmens nach dem Liniensystem, wobei die beiden Sektoren der Unternehmensleitung verantwortlich unterstellt sind. Durch die Zentralisierung soll die Durchsetzung des Leitungswillens gefördert werden. Das System ist durch einen einheitlichen Instanzenweg gekennzeichnet. Durch kurze Instanzenwege werden Nachteile hierarchischer Bürokratie vermieden. Allerdings besteht nicht selten geringe Bereitschaft zur Delegation von Verantwortung.  Außerdem ist diese Form gegenüber Marktänderungen von begrenzter Flexibilität. Ein zu hohes Maß an Zentralisierung  kann zur Demotivierung der Mitarbeiter führen.